# Cerro Nube
El Cerro Nube, també anomenat Quie Yelaag en zapoteca o Mixtepētl en náhuatl, és una muntanya que es troba al sud de l'estat d'Oaxaca, Mèxic. El cim s'eleva fins als 3.720 metres sobre el nivell del mar, cosa que la converteix en la més alta de l'estat i de la Sierra Madre del Sur, així com la muntanya d'origen no volcànic més alta del país. Té una prominència de 2,120 metres. Per la seva localització, un tant inaccessible, és una muntanya poc coneguda.